# Pastinaca austriaca
Pastinaca austriaca är en flockblommig växtart som beskrevs av Calest. Pastinaca austriaca ingår i släktet palsternackor, och familjen flockblommiga växter. Inga underarter finns listade i Catalogue of Life.